# 60 лет ВЛКСМ (алмаз)
60 ле́т ВЛКСМ — уникальный алмаз в 200,74 карата, найденный в кимберлитовой трубке «Мир» в 1978 году. Алмаз назван в честь 60-летия Всесоюзного ленинского коммунистического союза молодёжи (ВЛКСМ). Хранится в Алмазном фонде Московского Кремля.

## Описание
Алмаз добыт 2 ноября 1978 г. на обогатительной фабрике № 3 из кимберлитов трубки «Мир».
Алмаз комбинационной формы. В центре – включение хромита, в периферийной зоне – два включения оливина и несколько включений чёрного цвета.
Алмаз прозрачный с буроватым оттенком.